# Contrato Tripartito de 1856
El Contrato Tripartito de 1856 (en inglés: Tripartite Indenture of 1856) fue un acuerdo entre la Mancomunidad de Massachusetts, la Ciudad de Boston, y la Compañía de Energía Hidráulica de Boston firmado el 11 de diciembre de 1856.  El acuerdo establecía el plan de desarrollo de la Back Bay de Boston, entonces una llanura de marea.
El compromiso es especialmente significativo porque las decisiones de las partes han tenido repercusiones duraderas en la actualidad. Como parte del acuerdo, se reservaron terrenos para fines específicos, incluidos los parques e instituciones públicas que ahora forman parte de Back Bay. También influyó mucho en el sistema de cuadrículas y callejones que hoy forma parte del barrio de Commonwealth Avenue. Ahora se ha establecido como un distrito exclusivamente residencial